# 1957 Angara
Az 1957 Angara (ideiglenes jelöléssel 1970 GF) a Naprendszer kisbolygóövében található aszteroida. Ljudmila Csernih fedezte fel 1970. április 1-jén.